# Sector entre el continente y el archipiélago de los Chonos
El sector entre el continente y el archipiélago de los Chonos es un sector geográfico situado en el océano Pacífico en la región austral de Chile, que corre en dirección general N-S por 170 millas náuticas (314,8 km).
Administrativamente pertenece a la Provincia de Aysén de la Región Aysén del General Carlos Ibáñez del Campo.
Desde hace aproximadamente 6.000 años sus costas fueron habitadas por indígenas canoeros, antecesores del pueblo chono. A fines del siglo XVIII este pueblo había desaparecido.

## Recorrido
Es un sector geográfico situado en el océano Pacífico en la región austral de Chile. Comprende los accidentes geográficos ubicados en la costa continental y el lado este de un gran canal, de 170 millas náuticas (314,8 km) de largo, formado por el canal Moraleda, el canal Costa, el estero Elefantes, el golfo Elefantes para terminar en la laguna San Rafael.

## Geología y orografía
Descrita en 

## Descripción del sector

### Isla Refugio
Mapa de la isla
Situada en el lado oriental de la entrada norte del canal Moraleda. Es de gran tamaño, 10 millas (16,1 km) en el eje N-S y 6,5 millas (10,5 km) de E-W. Es alta, escarpada y boscosa. Su extremo NW marca el inicio del canal Moraleda.

### Canal Jacaf
Mapa del canal
Corre entre las islas Gala y la costa continental por el norte y las islas Atilio, Enrique, Manuel y Magdalena por el sur. Se une al canal Moraleda por su lado oriental. Mide unas 30 millas (48,3 km) de longitud. Es de aguas profundas y limpio. Navegable por todo tipo de naves. Une el canal Moraleda con el Canal Puyuhuapi.

### Paso Sibbald
Mapa del paso
Se forma en el extremo este del canal Jacaf, uniéndose al término del canal Puyuguapi donde comienza el seno Ventisquero. Las coordenadas de su punto de referencia según la carta son: L:44°29’00” S. G:72°44’00” W. Mide 6,5 millas náuticas (12,0 km) de largo por un ancho medio de 1 milla náutica (1,9 km).
La navegación del paso no es recomendable hacerlo de noche porque el ancho navegable en algunas partes es de sólo 70 metros. Las corrientes no son de consideración.

### Seno Ventisquero
Mapa del seno
Se interna en el continente en dirección NNE por 7 millas náuticas (13,0 km) de saco y un ancho medio de 1,75 millas náuticas (3,2 km). Su boca está entre las punta Césari y la punta norte  del seno Queulat. Es la continuación hacia el norte y término del canal Puyuguapi.
Unos dos tercios dentro del seno se forma el paso Galvarino que comunica el seno con la parte sur de puerto Puyuguapi. Este paso limita el acceso al puerto a naves de menos de 60 metros de eslora.

### Puerto Puyuguapi
Mapa del puerto
Situado en el extremo norte del seno Ventisquero. Tiene 3 millas náuticas (5,6 km) de saco y un ancho máximo de 1 milla náutica (1,9 km). Las coordenadas de su punto de observación según la carta son: L:44°19’39” S. G:72°34’09” W.
Es muy seguro y protegido de los vientos del norte. En el fondo del saco desemboca el río Pascua. Por la localidad pasa la Carretera Austral que une Puerto Montt con Coyhaique.

### Isla Magdalena
Mapa de la isla
Ubicada sobre el lado este del canal Moraleda, es la más grande de la región. Tiene 35 millas (56,3 km) en su eje N-S y 28 millas (45,1 km) en el eje E-W, 2.585 kilómetros cuadrados. Sus coordenadas son 44°40′S 73°10′O / -44.667, -73.167. Es elevada y montañosa; en sus laderas y quebradas abunda el roble. Casi en su centro se eleva el volcán apagado Mentolat de 1.660 metros de alto.

### Canal Puyuguapi
Se desliza entre los lados sur y este de la isla Magdalena y el continente en el que se interna en dirección NNE. Su entrada norte se abre entre la punta de Vitts del continente y la punta Trigueña de la isla Magdalena. Su entrada sur se encuentra entre la punta Machelán de la isla Magadalena y la punta San Andrés del continente. Tiene 56 millas (90,1 km) de largo. Profundo, de ancho variado, sin peligros y rodeado por ambos lados de altas montañas. 
En su ribera continental se encuentra puerto Cisnes. Termina en el seno Ventisquero en cuyo extremo norte se encuentra puerto Puyuguapi, lugar en el que desemboca el río Pascua.

### Puerto Cisnes
Mapa del puerto
Ubicado en la costa este del canal Puyuguapi entre las puntas Bennett y Buist. Las coordenadas de su punto de referencia según la carta son: L:44°44’43” S. G:72°42’39” W. Tiene un saco de 1 milla náutica (1,9 km) por un ancho de igual porte. En el sector sur desemboca el río Cisnes.
Hacia el sur de la punta Benett se encuentra la playa Nuevo Reino. La playa Nuevo Reino es de arena, fango y troncos de árboles. A lo largo y hacia el interior de ella se encuentra la población de puerto Cisnes.

### Canal Ferronave
Mapa del canal
Su parte norte corre entre la isla Tuap y los islotes Tisné, luego se desliza entre las islas del grupo Las Huichas para terminar a la altura de la punta Virginia de la península Elisa donde se une al canal Pilcomayo. Mide 21 millas náuticas (38,9 km) de largo. Es seguro y profundo a medio freo. 
En su curso se encuentran varios faros como ayuda a la navegación: faro islote El Morro, faro Precaución y faro punta Elisa.

### Puerto Aguirre
Mapa del puerto
Se forma entre la isla Las Huichas por el norte, la isla Eugenio por el este y los islotes Bolton por el oeste. Entre la isla Vergara que se ubica más al sur y la isla Eugenio se forma la boca del puerto que da al canal Ferronave. Esta boca es amplia y limpia y la recomendable para tomar el fondeadero dentro del puerto. El fondeadero recomendado está entre la isla Eugenio y el islote Gajardo. Fondo de arenilla en 32 metros de agua apto para naves menores.

### Canal Pilcomayo
Mapa del canal
Corre entre el lado sur de las islas Las Huichas y la costa norte de las islas Elena, Chaculay y Costa. Es profundo y sin peligros. Une el canal Moraleda con el seno Aysén. El canal Ferronave desemboca en su lado norte. Tiene 11 millas náuticas (20,4 km) de largo.

### Seno Aysén
Mapa del seno
Abre por el lado sur de la península Elisa y hacia el este de la isla Elena. Mide 30 millas náuticas (55,6 km) de largo que conducen al río Aysén donde se encuentra la ciudad del mismo nombre. Corre entre altas montañas de 600 a 1.500 metros de altura con sus cumbres siempre cubiertas de nieve. 
En la entrada del seno hay islas grandes y pequeñas las que forman dos entradas principales, por el norte el canal Pilcomayo y por el sur el acceso llamado boca Winthuisen. La boca Winthuisen se divide en dos pasos: el paso Del Medio y el paso Casma. En el sector SE del fondo del seno se forma la bahía Chacabuco, amplia y profunda y donde se encuentra puerto Chacabuco. 
El seno es profundo y libre de peligros para la navegación. Su profundidad normal es de 180 metros la que disminuye repentinamente al fondo del saco formando un gran banco que se extiende hacia el río Aysén dejando pasos de 2 cables de ancho. En su curso se encuentra el faro automático Caleta Bluff.

### Isla Traiguén
Mapa de la isla
Ubicada en el extremo sur de la costa este del canal Moraleda y 3,25 millas náuticas (6 km) al SE de la isla Mitahues. Mide 21 millas náuticas (38,9 km) en dirección N-S por un ancho medio de 8 millas náuticas (14,8 km) a 90°. En el sector sur de la costa se interna en dirección NW un estero de 5 millas náuticas (9,3 km) de largo. Por su lado este corre el canal Costa y por el lado oeste el canal Errázuriz.

### Canal Costa
Mapa del canal
Fluye entre el lado este de las islas Traiguén y Figueroa y la costa continental. Tiene una extensión de 20 millas náuticas (37,0 km) en dirección general N-S, por un ancho de 1 milla náutica (1,9 km) en su parte más estrecha. Es profundo en su medianía, en su extremo sur hay algunas rocas sumergidas.

### Estero Quitralco
Mapa del estero
Abre por el lado sur de la punta Lynch hacia el NE de la isla Raimapu. Se interna en el continente  por 15 millas náuticas (27,8 km) en dirección NE con un ancho que varía entre 1,5 millas náuticas (2,8 km) y 2 millas náuticas (3,7 km). Casi al término del estero, en su lado este tiene un brazo que se interna en el continente por 7,5 millas náuticas (13,9 km) en dirección general este. 
En el brazo de su lado oeste hay numerosos islotes y rocas. Existen algunas vertientes termales.

### Estero Elefantes
Mapa del estero
Abre al sur de la isla Raimapu, entre el lado este de las islas Simpson, Huemules y Nalcayec y la costa continental. Tiene 37 millas náuticas (68,5 km) de largo con un ancho mínimo de 1,25 millas náuticas (2,3 km). Corre encajonado entre altas montañas con nieves en sus cumbres y bosques en sus quebradas. Sus aguas son profundas y limpias, excepto en su sector sur en que se encuentra el bajo Porvenir y el paso Quesahuén que lo comunica con el golfo Elefantes.

### Estero Cupquelán
Mapa del estero
Abre al sur de la punta Garrao y a 5 nmi al NE del paso Quesahuén. Se interna en la costa continental en dirección NNE por 25 millas náuticas (46,3 km) con un ancho medio de 2 millas náuticas (3,7 km). Las tierras de ambos costados son altas y con cumbres nevadas, hay en su costa oeste una cumbre de 1.220 metros de alto. En el fondo del saco desembocan varios ríos y se encuentran la bahía Erasmo y el puerto Grosse. 
En su costa este, a 5 millas náuticas (9,3 km) de la entrada se encuentra la bahía Exploradores en la que desemboca el río Exploradores. Está rodeada por cerros cercanos a los 1.000 metros de alto.

### Golfo Elefantes
Mapa del golfo
Emplazado al sur del paso Quesahuén entre el continente y el lado SE de la península Sisquelán. Mide 12 millas náuticas (22,2 km) de largo en dirección NNE-SSW por 4 millas náuticas (7,4 km) de ancho a 90°. Termina al sur en las tierras bajas ubicadas al norte de la laguna San Rafael denominadas Falso Istmo de Ofqui.
Existen fondeaderos bahía Quesahuén, fondeadero Pinto, bahía San Rafael y caleta Gualas. El río Témpanos que corre por su ribera norte es la única comunicación  del golfo con la laguna San Rafael.

### Laguna San Rafael
Mapa de la laguna
Se abre al sur de la boca sur del río Témpanos y del Falso Istmo de Ofqui. En realidad esta es el término del gran canal que corre en dirección general N-S por 170 millas náuticas (314,8 km) entre la costa continental y el archipiélago de los Chonos y que toma los nombres de canal Moraleda, canal Costa, estero y golfo Elefantes.  
La laguna es profunda y en ella vacía el ventisquero San Rafael.